# Enrique Irazoqui
Enrique Irazoqui Levi (Barcellona, 5 luglio 1944 – Barcellona, 16 settembre 2020) è stato un attore, scacchista e antifascista spagnolo. Divenne noto al pubblico per aver interpretato Gesù nel film Il Vangelo secondo Matteo di Pier Paolo Pasolini.

## Biografia
Nato in una famiglia borghese da uno psichiatra spagnolo e un'imprenditrice italiana di Salò il cui padre apparteneva ad una famiglia di origini ebraiche, i Levi di Padova, fu sin da giovane un militante comunista e antifranchista.
Nel febbraio del 1964, all'età di 19 anni, fu inviato dal sindacato universitario clandestino di Barcellona, di cui faceva parte, presso l'ORUF di Firenze (organizzazione rappresentativa degli studenti fiorentini) per cercare soldi che dovevano coprire un debito degli studenti antifranchisti clandestini di Barcellona nei confronti di tipografie della città. L'ORUF raccolse soldi a Firenze e poi lo fece accompagnare a Roma da Alberto Scandone, che assieme a Giorgio Manacorda lo aiutò nella questua. In questo frangente conobbe anche Pier Paolo Pasolini ed Elsa Morante. Il regista italiano in quel periodo era alla ricerca di un interprete per la figura di Cristo per il film Il Vangelo secondo Matteo. Il volto del giovane spagnolo lo intrigò; Pasolini chiese quindi a Irazoqui di interpretare questo ruolo. Inizialmente contrario alla parte, poiché in contrasto con la sua ideologia, il giovane Enrique fu convinto ad accettare da Elsa Morante, dal produttore Alfredo Bini e dall'amico Giorgio Manacorda, i quali gli suggerirono di interpretare un Gesù gramsciano, e dall'entità della paga che avrebbe ricevuto, pensando a quanto sarebbe stata utile per la causa del movimento clandestino antifranchista alla quale successivamente la devolverà. Il film, dove Enrique è doppiato da Enrico Maria Salerno, venne presentato alla Mostra internazionale d'arte cinematografica di Venezia dello stesso 1964.
Rientrato in patria, venne punito dal regime franchista per aver partecipato alla realizzazione di un film di "propaganda comunista", col ritiro del passaporto e l'espulsione dall'università. Questo non gli impedì negli anni immediatamente successivi di girare altri due lungometraggi in Spagna. Nel 1969 si spostò a Parigi, dove si laureò in Economia, iniziando anche a lavorare a capo di un'azienda. Anche questo ruolo, però, era in contrasto con la sua ideologia: non gratificato, si licenziò dopo solo cinque mesi. Successivamente, negli Stati Uniti, prese una seconda laurea in Letteratura spagnola e nel 1976 iniziò ad insegnare questa materia nelle università statunitensi.
Appassionato di scacchi, sin da bambino fu competente giocatore, riuscendo persino a battere, nel 1968, Marcel Duchamp, numero tre della squadra olimpica francese. Negli anni '70, non avendo avversari scacchisti nella università degli Stati Uniti nella quale in quel periodo insegnava, iniziò a giocare con un computer; ritenendolo però mediocre, cominciò a far giocare un computer contro l'altro, migliorando in tal senso le capacità del dispositivo. Nel 2002, organizzò la partita tra il campione Vladimir Kramnik e il computer Deep Fritz che terminò con un pareggio.
Visse per molti anni a Cadaqués, cittadina diventata famosa per essere stata soggiorno di artisti come Salvador Dalí, Pablo Picasso e Federico García Lorca. Lì amava frequentare il Bar Maritim, dove gli è stata poi dedicata una piastra commemorativa.
Nel giugno del 2011 si recò di nuovo in Italia, invitato per una mostra dedicata a Pier Paolo Pasolini, e in quella occasione ricevette la cittadinanza onoraria di Matera, città dove si erano svolte diverse riprese del film Il Vangelo secondo Matteo. Nel 2013 dichiarò in un'intervista che Pasolini avrebbe voluto girare un film tratto da un suo testo intitolato Il padre selvaggio solo a condizione di averlo ancora come protagonista: Irazoqui rifiutò in quanto ormai interessato più a fare la rivoluzione che a fare cinema. Negli ultimi anni tornò alcune volte sui set (2008 e 2020). 
Irazoqui è morto il 16 settembre 2020.

## Filmografia
- Il Vangelo secondo Matteo, regia di Pier Paolo Pasolini (1964)
- Noche de vino tinto, regia di José María Nunes (1966)
- Dante no es únicamente severo, regia di Jacinto Esteva e Joaquín Jordá (1967)
- A la soledat, regia di José María Nunes (2008)
- Il povero Cristo, di Vinicio Capossela (videoclip, 2019)
- Il nuovo vangelo, regia di Milo Rau (2020)

## Doppiatori italiani
- Enrico Maria Salerno in Il Vangelo secondo Matteo